# Piranski tramvaj
Piranski tramvaj je bil javno prevozno sredstvo, ki je med letoma 1912 in 1953 povezoval piranski Tartinijev trg z železniško postajo Porečanke v  sv. Luciji, danes Luciji).

## Zgodovinsko ozadje
Ob koncu 19. stoletja je Piran štel približno 12.700 prebivalcev (okoli trikrat več kot danes), s tem je bil eno največjih istrskih mest in pomembno trgovsko središče. Mestni očetje so se zavedali nevarnosti nazadovanja mesta, če bi ga prometni tokovi obšli, zato so si ob trasiranju ozkotirne železnice med Trstom in Porečem prizadevali, da bi le ta stekla tudi skozi Piran. Teren te možnosti ni dopuščal, zato pa so uspeli doseči revizijo trase, ki so jo iz zaledja pomaknili bližje obali, tako, da se je v Sveti Luciji približala mestu na okoli 5 km. Ob odprtju te železnice leta 1902 so dunajsko cesarsko - kraljevo železniško ministrstvo zaprosili za koncesijo za izgradnjo tramvajske proge med Piranom in Sv. Lucijo, bodisi na konjski ali na električni pogon. Kot začasno rešitev do podelitve koncesije so uvedli povezavo s konjskimi vpregami, ki zaradi velikega povpraševanja in luknjaste makadamske ceste ni predstavljala optimalne rešitve.

## Trolejbus
Odgovora z Dunaja glede tramvajske koncesije tudi po več letih ni bilo. Leta 1907 se je razvedelo, da so v Gmündu uspešno vzpostavili prvo trolejbusno progo v tedanji Avstro-Ogrski. Ker za to niso potrebovali dovoljenja z Dunaja, so se piranske oblasti brž odločile, da bodo obdobje do podeljene koncesije premostili s trolejbusno linijo. Za javni promet so jo odprli 24.oktobra 1909. Električno energijo za pogon je zagotavljala termoelektrarna, ki jo je v ladjedelnici na Bernardinu že leta 1885 zgradil Francesco Apollonio. Tedanji trolejbus je bil neudobno in nezanesljivo prevozno sredstvo, saj so se ob sunkih burje ali ob izogibanju ostalemu prometu pogosto snemali tokovni odjemniki. Zato so ga odpravili že po približno dveh letih uporabe, ko so na isti trasi začeli graditi tramvajsko progo.

## Tramvaj
11. septembra 1911 je z Dunaja končno prišla novica o odobreni koncesiji za obratovanje tramvaja do leta 1970. Trolejbusni promet so takoj odpravili in na isti trasi je podjetje iz Augsburga začelo postavljati tramvajske tračnice. Tirna širina je znašala 760 mm, enako kot pri Porečanki. Napajalne kable pa so namestili kar na iste drogove kot pri trolejbusu. Gradnja je stala 150.000 kron, ki sta jih poravnala občina Piran in Istrska pokrajina. Celotna dolžina linije je bila 5447 m, imela je pet izogibališč, na njej pa ni bilo večjih vzponov z izjemo 20-metrskega odseka pri lucijski postaji, kjer je znašal 3,5%. Potrebno je bilo tudi ojačati most čez potok Fazan.
Proga je bila predana prometu 20. julija 1912. Nabavili so pet vozov rdeče barve, dve prikolici (letno in zimsko) in tovorni vzdrževalni voz. Tramvaji so na progi vozili v 30-minutnem intervalu in zmogli hitrost do 26 km/h. Električno energijo je še naprej dobavljala elektrarna v Bernardinu, le da so za potrebe tramvaja prvotni parni stroj nadomestili z dvema dizelskima agregatoma. Leto 1935, ko so italijanske oblasti ukinile železniško progo med Trstom in Porečem, je prineslo opazen upad števila potnikov, vendar se je tramvaj obdržal. Šele po drugi svetovni vojni so ga oblasti tedanjega Svobodnega tržaškega ozemlja sklenile odpraviti, ker naj ne bi bil več konkurenčen avtobusnemu prometu. Zadnji tramvaj je tako po progi zapeljal 31. avgusta 1953. Vozove so z ladjo odpeljali v Dalmacijo do pristanišča Ploče in od tam v Sarajevo, kjer so bili v uporabi še nekaj let (do leta 1960, ko so jih večino razrezali v staro železo). Tračnic niso demontirali takoj in so ponekod ostale še vse do začetka 60. let.

### Vozila
Tramvaje in prikolici so izdelali v Gradcu, električna oprema je bila z dunajske tovarne Siemens & Halske AG, ki je kasneje postala del koncerna Siemens. Vozovi so bili težki 8700 kg in dolgi 8580 mm. V njih je bilo prostora za 40 potnikov (20 sedežev in 20 stojišč). Elektromotorja sta zmogla moč 30 KM.